# Chris Penk

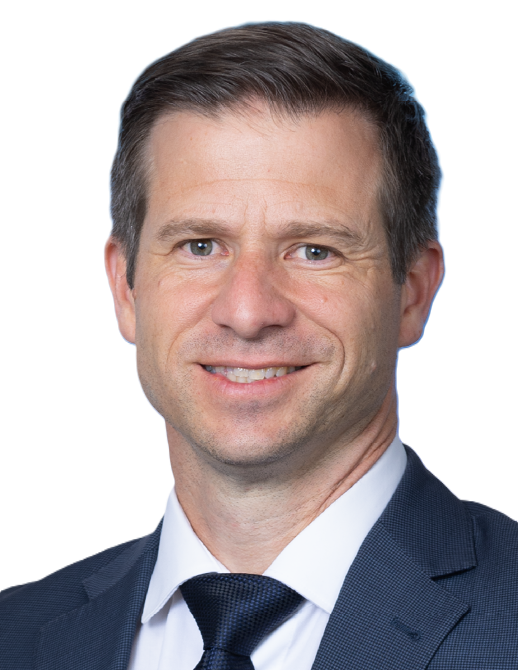
Chris Penk (2023)

Christopher Aidan Penk (* 1980 in Auckland, Nordinsel) ist ein neuseeländischer Politiker der New Zealand National Party.

## Leben
Penk wurde 1980 in Auckland als einer von fünf Söhnen der Familie Penk geboren. Seine Mutter war eine Lehrerin und sein Vater ein Administrator an der Auckland Law School. Später arbeitete dieser dort auch als Dozent. Nach seinem Schulabschluss an der Kelston Boys High School studierte er an der University of Auckland, an der er im Jahr 1999 einen Bachelor of Arts erwarb und 2009 mit einem Bachelor of Laws mit Auszeichnung abschloss.

## Berufliche Karriere
Im Jahr 2000 ging Penk zur Royal New Zealand Navy. Drei Jahre später übernahm er die Position des Adjutanten des Generalgouverneurs im Government House. Anschließend heuerte er bei der Royal Australian Navy an und wurde dort nautischen Offizier auf dem U-Boot HMAS Sheean.
Im Jahr 2008 kehrte Penk nach Neuseeland zurück und schloss seine juristische Ausbildung mit der Zulassung als Rechtsanwalt im Jahr 2010 ab. Er arbeitete zunächst als Staff Solicitor in Auckland und gründete Ende 2015 zusammen mit einem Partner die Kanzlei Ong & Penk Lawyers. Zwei Jahre später verließ er die Kanzlei, um seinen Sitz im Parlament anzunehmen.

## Politische Karriere
Als der damalige Premierminister John Key 2016 mitteilte, sich aus familiären Gründen aus der Politik zurückziehen zu wollen, übernahm Penk seinen Wahlkreis Helensville, trat zur Parlamentswahl im September 2017 an und gewann den Wahlkreis mit einem Anteil von 56,12 % der abgegebenen Stimmen.
Ergebnisse des Wahlkreises Helensville:
| Wahljahr | Direktkandidat | Stimmen | Partei         | Stimmen |
| -------- | -------------- | ------- | -------------- | ------- |
| 2017     | Chris Penk     | 56,12 % | National Party | 55,83 % |

Zur Parlamentswahl 2020 wurden die Wahlkreise neu geordnet und Helensville wurde ein Teil von dem neu gebildeten Wahlkreis Kaipara ki Mahurangi zu dem Penk sich zur Wahl stellte.
Ergebnisse des Wahlkreises Kaipara ki Mahurangi:
| Wahljahr | Direktkandidat | Stimmen | Partei         | Stimmen |
| -------- | -------------- | ------- | -------------- | ------- |
| 2020     | Chris Penk     | 44,79 % | Labour Party   | 40,15 % |
| 2023     | Chris Penk     | 57,60 % | National Party | 47,64 % |

Mit dem guten Abschneiden der National Party zur Parlamentswahl des Jahres 2023 konnte Christopher Luxon mit seiner Partei über eine Drei-Parteien-Koalition eine Regierung bilden. Penk übernahm drei Ministerämter, wurde allerdings nicht Mitglied des Kabinetts.

### Ministerämter in der Regierung Luxon
Mit der Regierungsbildung vom 27. November 2023 übernahm Penk folgende Ministerämter:
| Minister                               | vom               | bis     |
| -------------------------------------- | ----------------- | ------- |
| Minister for Building and Construction | 27. November 2023 | aktuell |
| Minister for Land Information          | 27. November 2023 | aktuell |
| Minister for Veterans                  | 27. November 2023 | aktuell |
| Associate Minister of Defence          | 27. November 2023 | aktuell |
| Associate Minister of Immigration      | 27. November 2023 | aktuell |

Quelle: Department of the Prime Minister and Cabinet